# Isola Farnese
Isola Farnese è la cinquantacinquesima zona di Roma nell'Agro romano, indicata con Z. LV.
Il toponimo indica anche una frazione di Roma Capitale che sorge al km 17.8 di via Cassia.

## Geografia fisica

### Territorio
Si trova nell'area nord di Roma, a ridosso del confine con il comune di Formello.
La zona confina:
- a nord con il comune di Formello
- a est con la zona Z. LVIII Prima Porta[1]
- a sud con la zona Z. LIV La Giustiniana[2]
- a ovest con la zona Z. LI La Storta[3]

## Storia

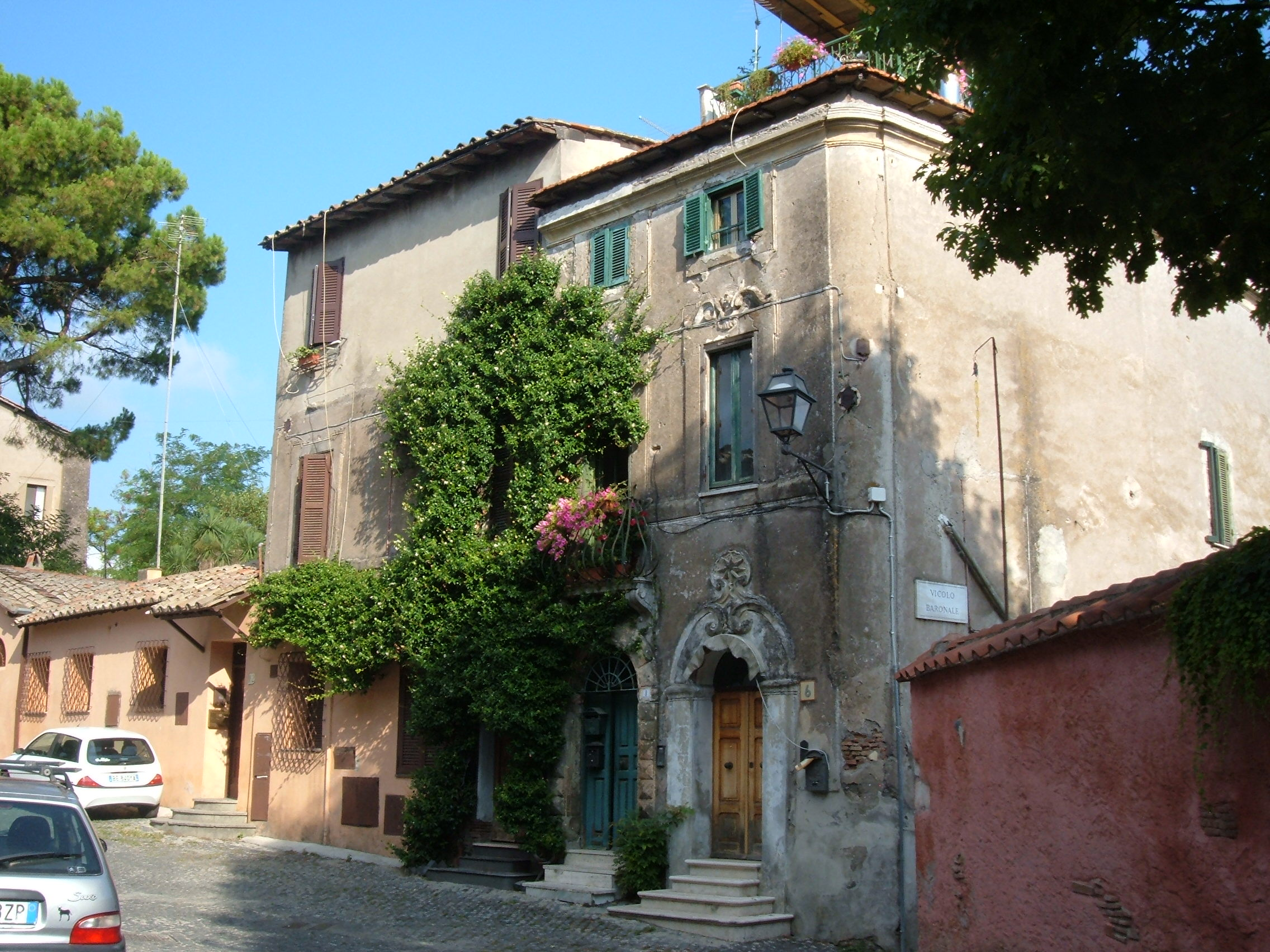
Borgo medievale

Già dalla fine del X secolo si hanno notizie del castello come appartenente al territorio di Veio.
Il borgo, di proprietà della famiglia Orsini, sorge in posizione isolata, fra la valle della Storta e la valle di San Sebastiano, su una rupe tufacea. Questa conformazione gli valse il nome di Insula.
Fu questo il primo centro nel quale si appostò il conestabile di Borbone con le sue truppe lanzichenecche non appena giunto nei pressi dell'urbe, agli inizi di maggio 1527; dal borgo di isola Farnese gli imperiali avrebbero poi mosso verso il Gianicolo e la zona vaticana, consumando il fatto d'arme passato alla storia come "sacco di Roma".
Nel 1567, il cardinale Alessandro Farnese acquistò il borgo dagli Orsini e lo inserì nel ducato di Castro, assegnandogli l'appellativo familiare di Farnese.
Ha preso il nome attuale nei primi anni dell'Ottocento.

## Monumenti e luoghi d'interesse

### Architetture civili

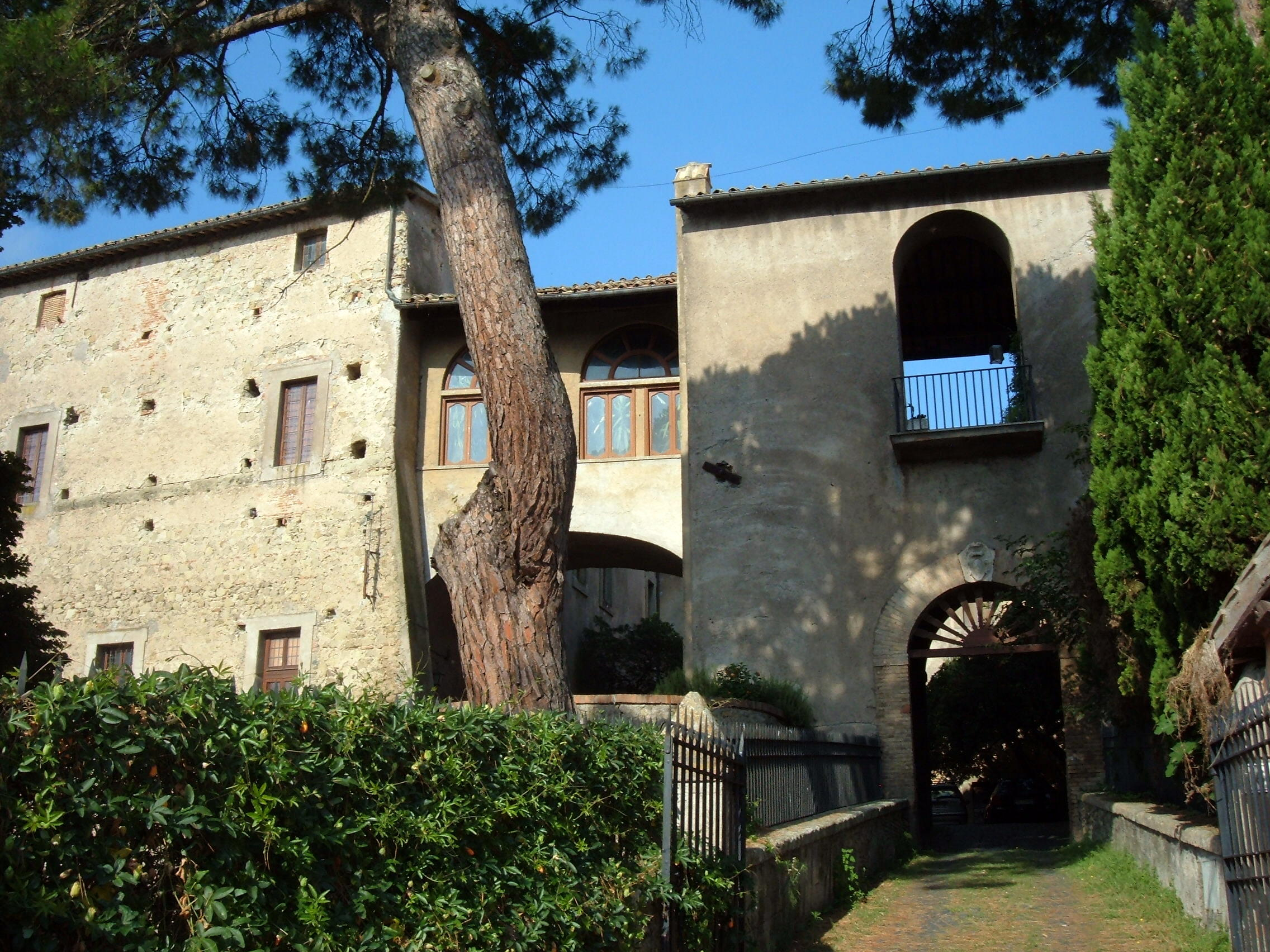
Castello Farnese

- Castello Ferraioli o Castello Farnese, sul vicolo Baronale. Castello medievale.

### Architetture religiose

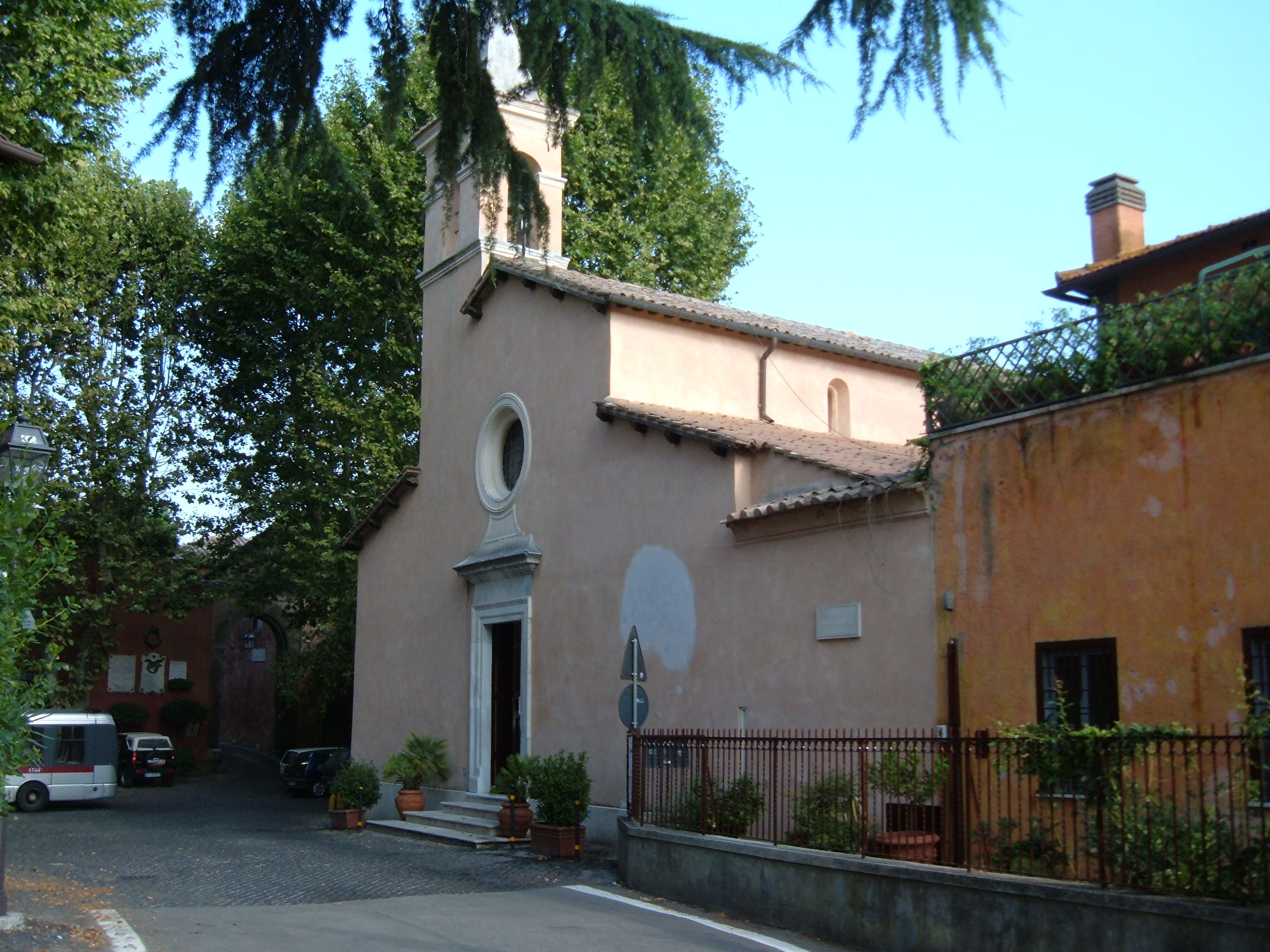
Chiesa di San Pancrazio

- Chiesa di San Pancrazio, su piazza della Colonnetta.

### Siti archeologici
- Santuario di Portonaccio, su via Riserva Campetti. Tempio del VII secolo a.C.
- Area archeologica di Piano di Comunità a Veio, su vicolo Formellese. 42.024625°N 12.400477°E
- Edificio arcaico presso Veio, su vicolo Formellese. 42.026553°N 12.395149°E
- Tomba delle Anatre, su via Formellese. Sepolcro del VII secolo a.C. 42.026971°N 12.380868°E
- Tomba dei Leoni Ruggenti, su via Formellese. Sepolcro del VII secolo a.C.
- Acropoli di Veio al Colle di Piazza d'Armi, su via Prato della Corte. Tempio del VI secolo a.C. 42.013853°N 12.407486°E
- Villa romana di Campetti all'Isola Farnese, su via Riserva Campetti. Villa del II secolo a.C.[4] 42.023815°N 12.389953°E
- Bagni della Regina a Veio, su via Prato della Corte. Terme del I secolo a.C.-I secolo. 42.021426°N 12.410351°E

### Aree naturali
- Parco regionale di Veio.

## Geografia antropica

### Urbanistica
Nel territorio di Isola Farnese si estende parte della zona urbanistica 20I Santa Cornelia.

### Suddivisioni storiche
Del territorio di Isola Farnese fa parte la frazione omonima.